# Coppa del mondo di arrampicata 2015
La Coppa del mondo di arrampicata 2015 si è disputata dal 17 maggio al 15 novembre, nelle tre specialità lead, boulder e speed.

## Classifica maschile

### Generale
| Pos. | Atleta       |
| ---- | ------------ |
| 1    | Adam Ondra   |
| 2    | Sean McColl  |
| 3    | Domen Skofic |

### Lead
| Pos.                                                                        | Atleta                   | FRA      | FRA      | AUT     | NOR         | BEL | CHN | SLO | Punti |
| --------------------------------------------------------------------------- | ------------------------ | -------- | -------- | ------- | ----------- | --- | --- | --- | ----- |
| 1                                                                           | Adam Ondra               | 2        | 7        | 4       | 2           | 10  | 1   | 1   | 458   |
| 2                                                                           | Gautier Supper           | 5        | 1        | 5       | 1           | 4   | 7   | 8   | 400   |
| 3                                                                           | Jakob Schubert           | 6        | 3        | 2       | 4           | 2   | 5   | 3   | 396   |
| 4                                                                           | Domen Skofic             | 9        | 9        | 3       | 7           | 1   | 2   | 5   | 376   |
| 5                                                                           | Romain Desgranges        | 4        | 8        | 1       | 3           | 6   | 12  | 6   | 354   |
| 6                                                                           | Ramón Julián Puigblanque | 1        | 26       | 13      | 10          | 3   | 4   | 4   | 335   |
| 7                                                                           | Sebastian Halenke        | 3        | 12       | 6       | 8           | 10  | 6   | 12  | 259   |
| 8                                                                           | Sean McColl              | 11       | 5        |         | 13          |     | 3   | 2   | 253   |
| 9                                                                           | Stefano Ghisolfi         | 7        | 6        | 10      | 5           | 5   | 26  | 13  | 252   |
| 10                                                                          | Minoru Nakano            | 15       | 2        | 11      |             | 14  | 8   | 7   | 240   |
| \| Legenda \| 1º posto \| 2º posto \| 3º posto \| A punti \| Senza punti \| |                          |          |          |         |             |     |     |     |       |
| Legenda                                                                     | 1º posto                 | 2º posto | 3º posto | A punti | Senza punti |     |     |     |       |

### Boulder
| Pos.                                                                        | Atleta            | CAN      | USA      | CHN     | CHN         | DEU | Punti |
| --------------------------------------------------------------------------- | ----------------- | -------- | -------- | ------- | ----------- | --- | ----- |
| 1                                                                           | Jongwon Chon      | 6        | 33       | 2       | 1           | 3   | 292   |
| 2                                                                           | Jan Hojer         | 27       | 1        | 4       | 4           | 5   | 264   |
| 3                                                                           | Adam Ondra        | 3        | 3        | 8       | 5           | 8   | 259   |
| 4                                                                           | Nathaniel Coleman | 2        | 2        | 18      | 11          | 11  | 238   |
| 5                                                                           | Alban Levier      | 1        | 20       | 14      | 3           | 29  | 202   |
| 6                                                                           | Rustam Gelmanov   |          | 21       | 7       | 2           | 6   | 179   |
| 7                                                                           | Kokoro Fujii      | 4        | 6        | 11      | 9           | 27  | 173   |
| 8                                                                           | Sean McColl       | 17       | 5        | 1       |             |     | 169   |
| 9                                                                           | Rei Sugimoto      | 19       | 8        | 9       | 15          | 8   | 151   |
| 10                                                                          | Jeremy Bonder     | 7        | 12       | 5       | 14          | 63  | 146   |
| \| Legenda \| 1º posto \| 2º posto \| 3º posto \| A punti \| Senza punti \| |                   |          |          |         |             |     |       |
| Legenda                                                                     | 1º posto          | 2º posto | 3º posto | A punti | Senza punti |     |       |

### Speed
| Pos.                                                                        | Atleta                    | CAN      | CHN      | CHN     | FRA         | CHN | Punti |
| --------------------------------------------------------------------------- | ------------------------- | -------- | -------- | ------- | ----------- | --- | ----- |
| 1                                                                           | Qixin Zhong               | 1        | 1        | 1       | 3           | 8   | 405   |
| 2                                                                           | Libor Hroza               | 13       | 3        | 5       | 1           | 2   | 322   |
| 3                                                                           | Danyil Boldyrev           |          | 2        | 2       | 2           | 4   | 295   |
| 4                                                                           | Marcin Dzienski           | 2        | 5        | 8       | 4           | 5   | 277   |
| 5                                                                           | Bassa Mawem               | 3        | 4        | 6       | 15          | 3   | 254   |
| 6                                                                           | Aleksandr Shilov          | 5        | 6        | 11      | 8           | 6   | 216   |
| 7                                                                           | Reza Alipourshenazandifar |          | 7        | 3       |             | 1   | 208   |
| 8                                                                           | Stanislav Kokorin         |          | 12       | 4       | 7           | 7   | 169   |
| 8                                                                           | Quentin Nambot            | 14       | 10       | 7       | 10          | 10  | 169   |
| 10                                                                          | Amir Maimuratov           |          | 8        | 9       | 5           |     | 128   |
| \| Legenda \| 1º posto \| 2º posto \| 3º posto \| A punti \| Senza punti \| |                           |          |          |         |             |     |       |
| Legenda                                                                     | 1º posto                  | 2º posto | 3º posto | A punti | Senza punti |     |       |

## Classifica femminile

### Generale
| Pos. | Atleta         |
| ---- | -------------- |
| 1    | Jain Kim       |
| 2    | Akiyo Noguchi  |
| 3    | Yuka Kobayashi |

### Lead
| Pos.                                                                        | Atleta           | FRA      | FRA      | AUT     | NOR         | BEL | CHN | SLO | Punti |
| --------------------------------------------------------------------------- | ---------------- | -------- | -------- | ------- | ----------- | --- | --- | --- | ----- |
| 1                                                                           | Mina Markovic    | 1        | 8        | 1       | 1           | 2   | 6   | 1   | 527   |
| 2                                                                           | Jain Kim         | 5        | 1        | 12      | 4           | 1   | 1   | 4   | 461   |
| 3                                                                           | Jessica Pilz     | 3        | 2        | 3       | 2           | 4   | 3   | 2   | 435   |
| 4                                                                           | Anak Verhoeven   | 4        | 3        | 8       | 3           | 3   | 2   | 5   | 381   |
| 5                                                                           | Hélène Janicot   | 6        | 11       | 4       | 5           | 7   | 4   | 6   | 298   |
| 6                                                                           | Yuka Kobayashi   | 15       | 14       | 5       | 8           | 8   | 5   | 12  | 234   |
| 7                                                                           | Janja Garnbret   | 2        |          | 2       |             |     |     | 3   | 225   |
| 8                                                                           | Risa Ota         | 11       | 5        | 13      | 7           |     | 10  | 10  | 217   |
| 9                                                                           | Tjasa Kalan      | 17       | 9        | 6       | 6           | 10  | 14  | 26  | 207   |
| 10                                                                          | Mathilde Becerra | 16       | 4        | 16      | 9           | 13  |     | 7   | 201   |
| \| Legenda \| 1º posto \| 2º posto \| 3º posto \| A punti \| Senza punti \| |                  |          |          |         |             |     |     |     |       |
| Legenda                                                                     | 1º posto         | 2º posto | 3º posto | A punti | Senza punti |     |     |     |       |

### Boulder
| Pos.                                                                        | Atleta             | CAN      | USA      | CHN     | CHN         | DEU | Punti |
| --------------------------------------------------------------------------- | ------------------ | -------- | -------- | ------- | ----------- | --- | ----- |
| 1                                                                           | Akiyo Noguchi      | 2        | 2        | 1       | 2           | 4   | 395   |
| 2                                                                           | Shauna Coxsey      | 9        | 3        | 3       | 3           | 1   | 332   |
| 3                                                                           | Miho Nonaka        | 7        | 4        | 2       | 4           | 7   | 276   |
| 4                                                                           | Petra Klingler     | 11       | 7        | 10      | 1           | 18  | 224   |
| 5                                                                           | Megan Mascarenas   |          | 1        |         |             | 3   | 165   |
| 6                                                                           | Katharina Saurwein | 5        | 14       | 9       | 5           |     | 163   |
| 7                                                                           | Sol Sa             | 18       | 20       | 6       | 7           | 8   | 158   |
| 8                                                                           | Fanny Gibert       | 8        | 11       |         |             | 2   | 151   |
| 8                                                                           | Anna Stöhr         | 1        | 5        |         |             |     | 151   |
| 10                                                                          | Melissa Le Neve    | 6        | 18       | 8       | 6           | 33  | 150   |
| \| Legenda \| 1º posto \| 2º posto \| 3º posto \| A punti \| Senza punti \| |                    |          |          |         |             |     |       |
| Legenda                                                                     | 1º posto           | 2º posto | 3º posto | A punti | Senza punti |     |       |

### Speed
| Pos.                                                                        | Atleta               | CAN      | CHN      | CHN     | FRA         | CHN | Punti |
| --------------------------------------------------------------------------- | -------------------- | -------- | -------- | ------- | ----------- | --- | ----- |
| 1                                                                           | Mariia Krasavina     | 2        | 1        | 4       | 3           | 1   | 400   |
| 2                                                                           | Anouck Jaubert       | 4        | 4        | 1       | 1           | 2   | 390   |
| 3                                                                           | Iuliia Kaplina       | 1        | 3        | 3       | 2           | 4   | 365   |
| 4                                                                           | Anna Tsyganova       | 3        | 5        | 2       | 4           | 8   | 291   |
| 5                                                                           | Edyta Ropek          | 9        | 2        | 5       | 5           | 3   | 284   |
| 6                                                                           | Aleksandra Rudzinska | 5        | 6        | 6       | 7           | 5   | 239   |
| 7                                                                           | Klaudia Buczek       | 6        | 11       | 8       | 9           | 7   | 198   |
| 8                                                                           | Patrycja Chudziak    | 8        | 7        | 7       | 15          |     | 148   |
| 9                                                                           | Alla Marenych        |          | 15       | 12      | 10          | 6   | 131   |
| 10                                                                          | Monika Prokopiuk     | 10       | 10       | 9       | 20          |     | 117   |
| \| Legenda \| 1º posto \| 2º posto \| 3º posto \| A punti \| Senza punti \| |                      |          |          |         |             |     |       |
| Legenda                                                                     | 1º posto             | 2º posto | 3º posto | A punti | Senza punti |     |       |